# Charles Michel
Charles Michel, född 21 december 1975 i Namur, är en belgisk jurist och politiker. Han var Europeiska rådets ordförande från 2019 till 2024 och Belgiens premiärminister från 2014 till 2019. Han var partiledare för liberala Mouvement Réformateur 2011–2014 samt några månader under 2019. 
Michel var Belgiens yngste premiärminister sedan 1845. Regeringskoalitionen han ledde bestod av Mouvement Réformateur, Ny-Flamländska Alliansen, Kristdemokratisk och Flamländsk samt Öppna VLD.
Han är utbildad jurist vid Université libre de Bruxelles, där han avlade juristexamen (LL.M.) 1998. Han har varit heltidspolitiker sedan 1999, då han valdes in i det belgiska parlamentet. Han är son till Louis Michel.
I början av januari 2024 meddelade Charles Michel att han avsåg att kandidera för sitt parti i Europaparlamentsvalet 2024. Han hade i så fall behövt lämna posten som ordförande för Europeiska rådet efter valet, om han blev invald. I slutet av samma månad drog han dock tillbaka sin kandidatur.

## Utmärkelser
- Storofficer av Leopoldsorden,  21 maj 2014
- Storkors av Leopold II:s orden,  2019
- Statsminister i Belgien,  31 oktober 2019
- Första klass av Jaroslav den vises orden,  23 augusti 2021[3]
- Förtjänstorden, första rangen,  23 augusti 2022[4]

[Redigera Wikidata]